# Gando
Gando es una pequeña península al este de la isla de Gran Canaria (Canarias, España). En esta zona se encuentra el aeropuerto de Gran Canaria, que tiene una zona militar y otra civil.

## Descripción
El recinto de la antigua Base Aérea Militar coincidía con los límites de un antiguo lazareto, el cual fuera construido a mediados del siglo XIX para albergar a los afectados de una epidemia de tuberculosis que por entonces asoló la isla, y utilizado circunstancialmente como campo de concentración franquista para prisioneros republicanos entre febrero de 1937 y octubre de 1940.
Aquí se hallaba la Torre de Gando (hoy reconstruida), junto a la que tuvo lugar[¿cuándo?] una batalla entre aborígenes y conquistadores.
El topónimo original en la lengua aborigen era A-gando, de posible significado «el pozo».  Los lingüistas ven conexiones léxicas con la voz de similar significado «Bir Gandus», en una de las lenguas del Sahara meridional.